# Rhinocricus centralis
Rhinocricus centralis är en mångfotingart som beskrevs av Carl 1912. Rhinocricus centralis ingår i släktet Rhinocricus och familjen Rhinocricidae.

## Underarter
Arten delas in i följande underarter:
- R. c. minor
- R. c. spectabilis